# 泥塑

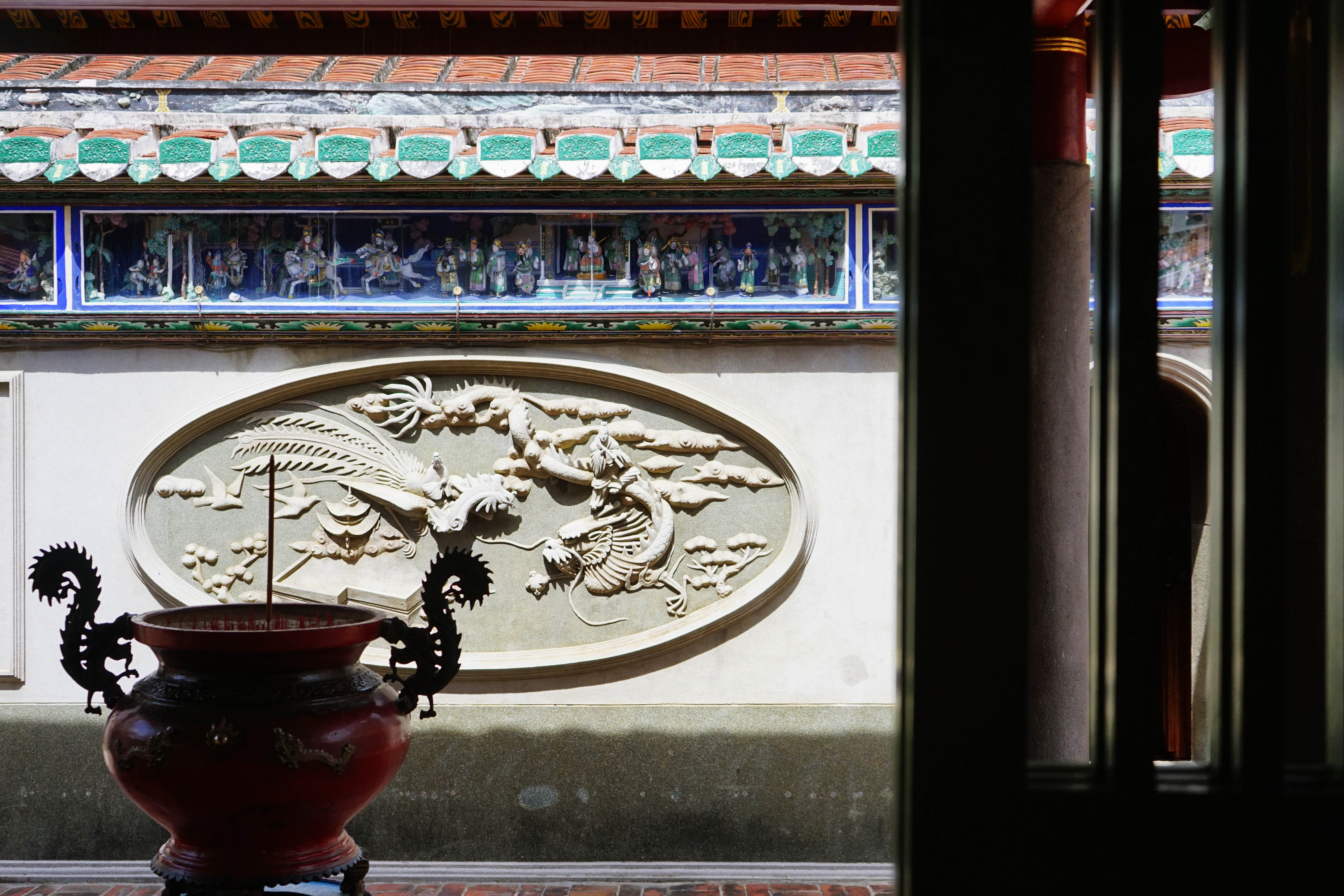
佳里金唐殿的王保原與王石發父子作品

泥塑，是一种立体造型艺术，雕塑艺术的一种方法，既可以作为独立的艺术形式存在，也可以作为其它雕塑形式的辅助方法，例如：制作铜雕，玻璃钢雕塑的模具通常要先制作一比一的泥塑。泥塑的材料一般是天然粘土或者现代的人工合成雕塑泥，混合入相应的纤维材料防止干后开裂，中大型作品还要在内部建造骨架以增加强度。由于泥的可塑性非常好，因此泥塑经常作为学习雕塑艺术的入门练习。
泥塑也是世界各国民间美术常用的形式，其中包括泥塑、陶塑、彩塑等。
中国著名的民间泥塑大师有天津的泥人张，无锡惠山阿福，揭阳破门楼郑翁仔灯等。
台灣的剪粘匠師通常會以以灰泥塑形，再將經過剪裁的陶瓷片粘於其上，因此台灣的剪黏匠師通常也有高超的泥塑技巧與繪畫根基。 台灣著名的泥塑匠師有王石發與王保原父子等，代表作品為佳里金唐殿正殿後方的泥塑。

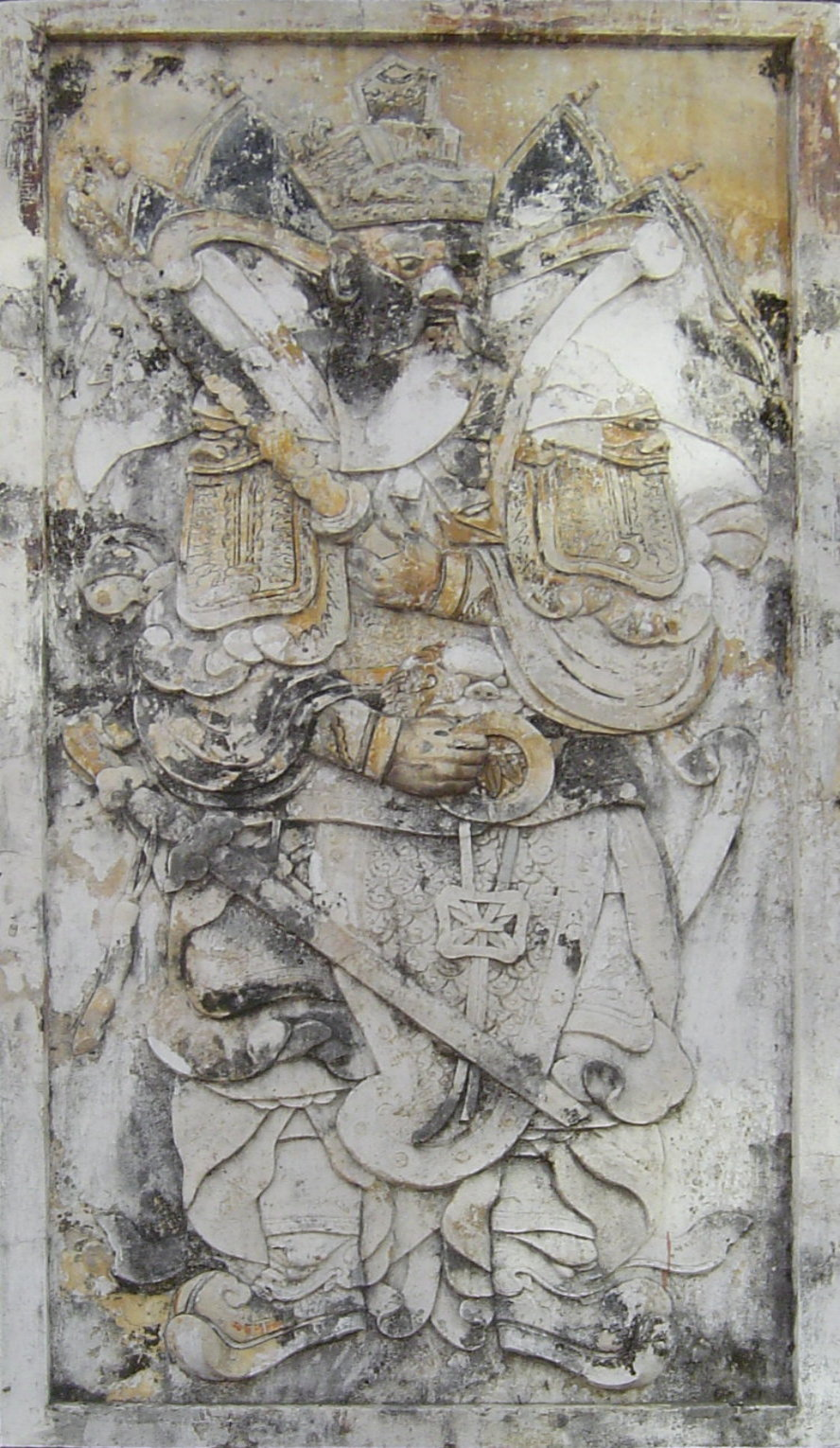
鳳山縣舊城北門右門神泥塑
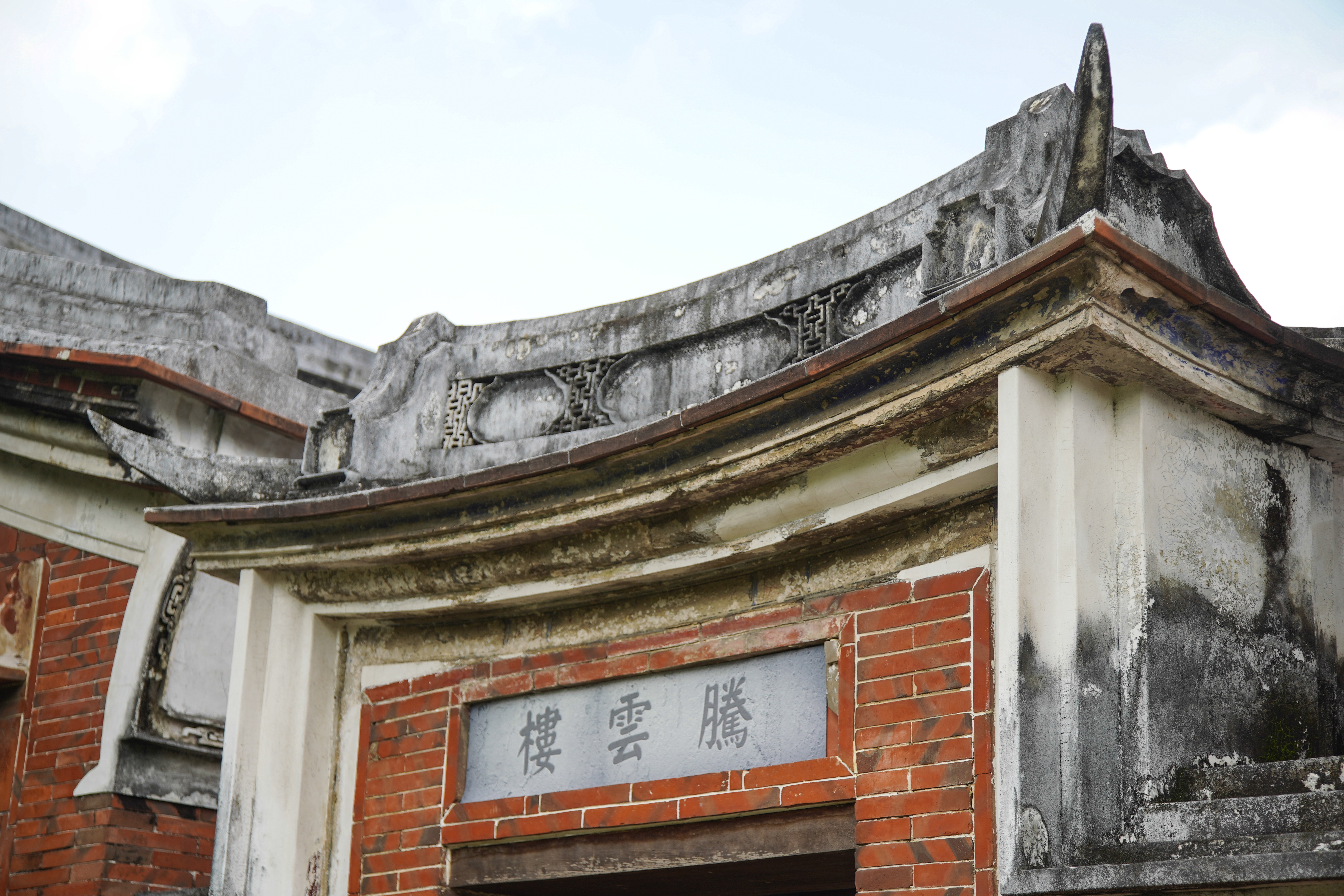
摘星山莊的屋脊泥塑
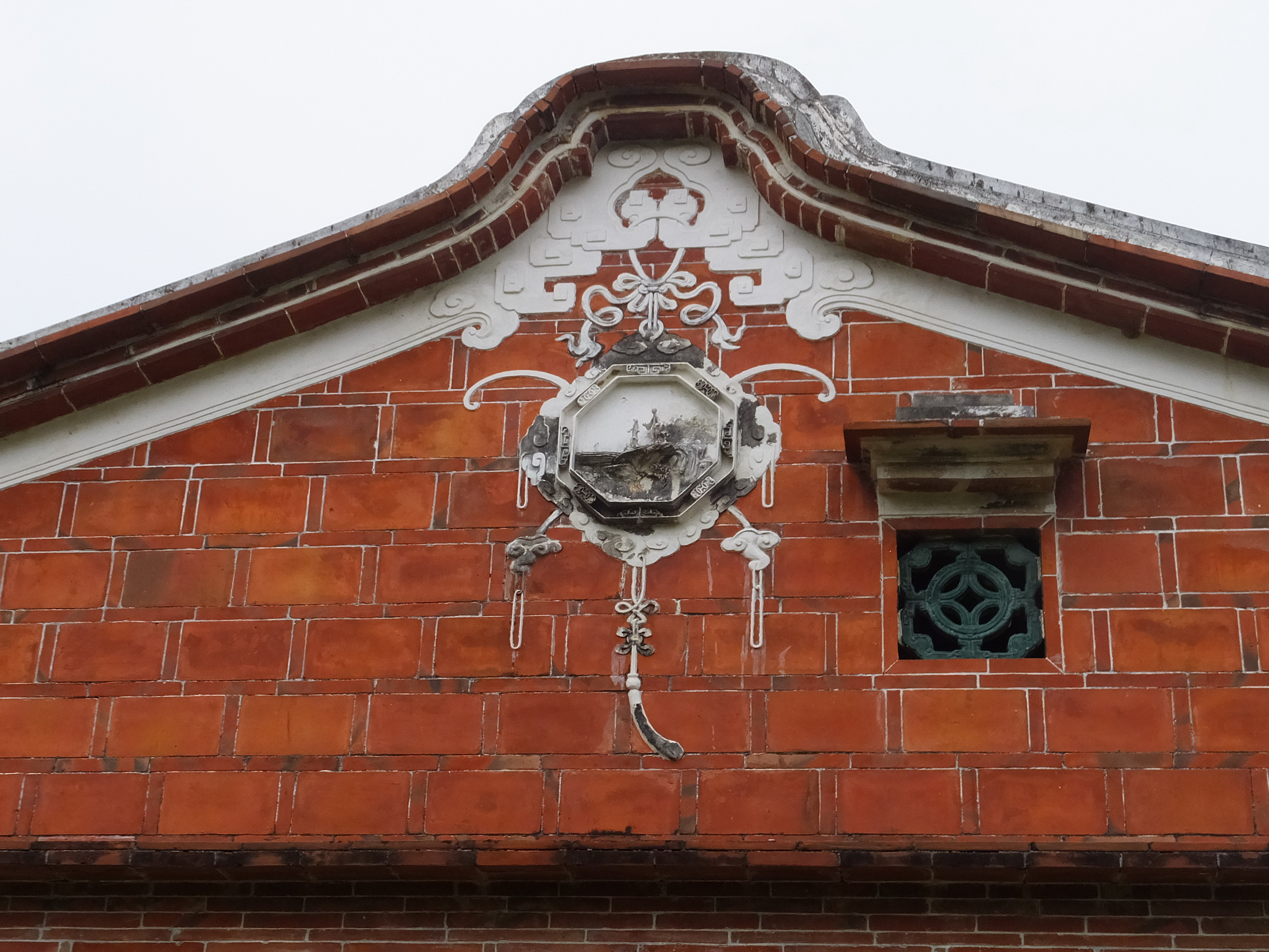
摘星山莊的鵝頭墜泥塑
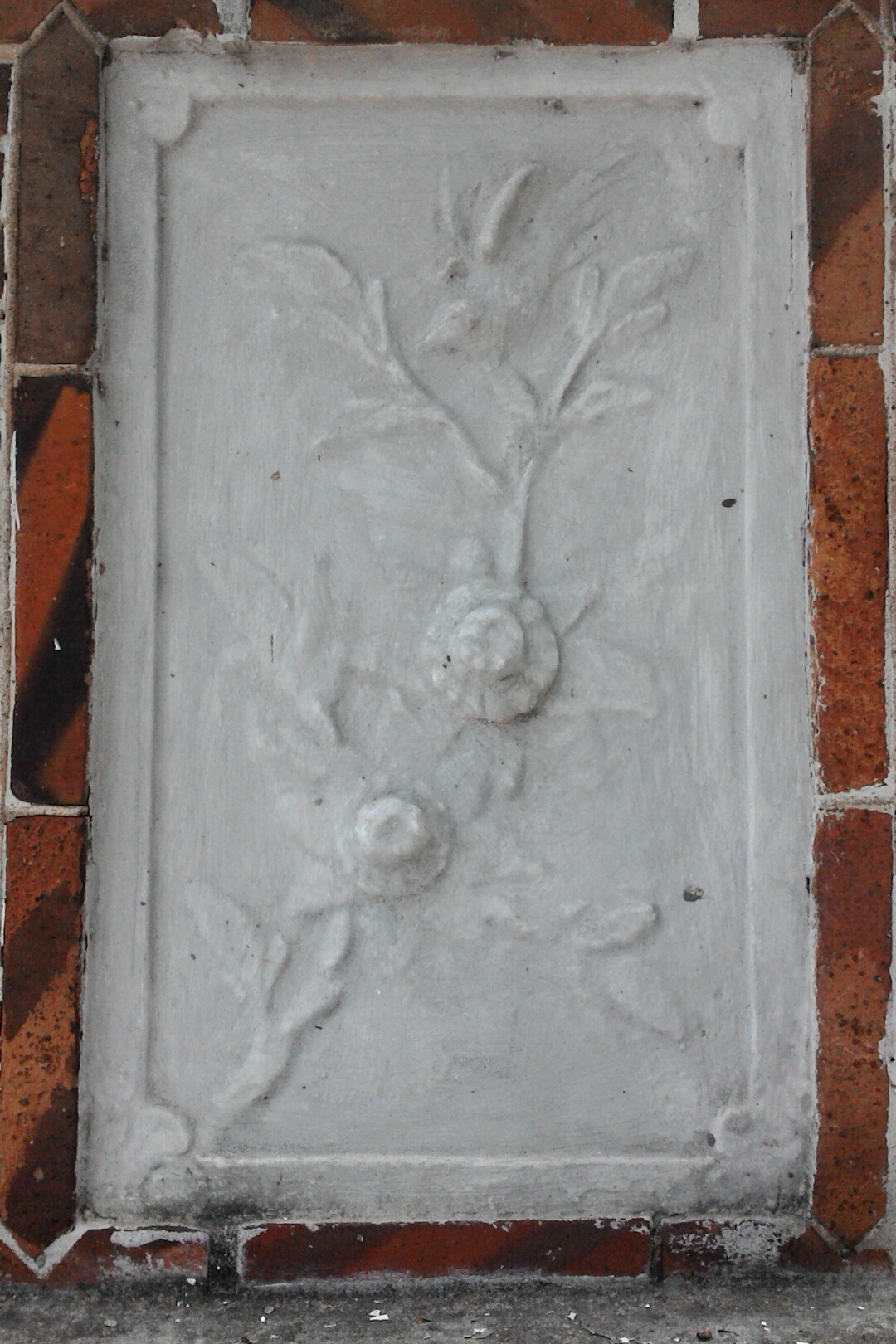
樹林聖蹟亭花卉泥塑
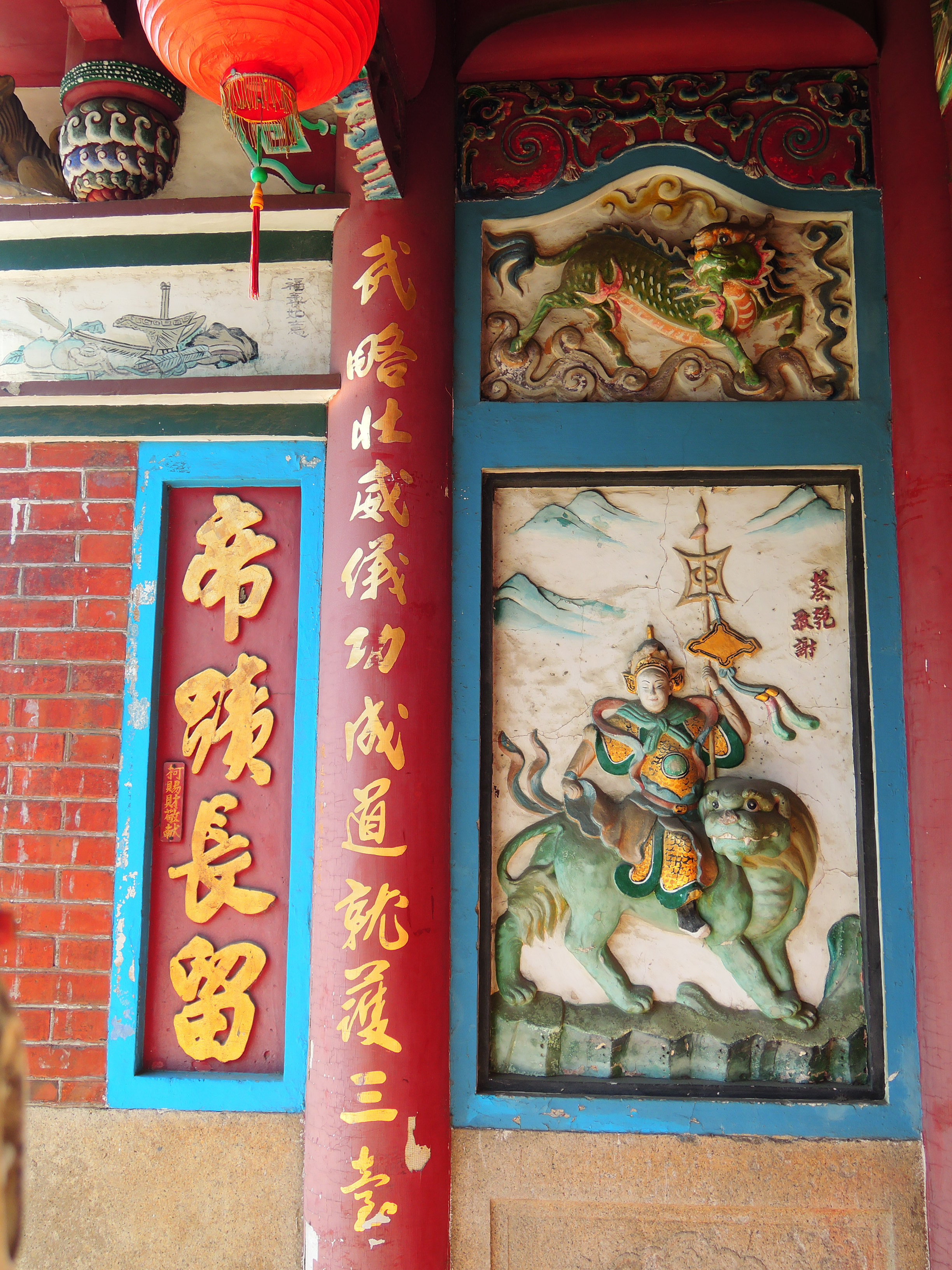
梧棲真武宮的虎邊牆堵泥塑浮雕
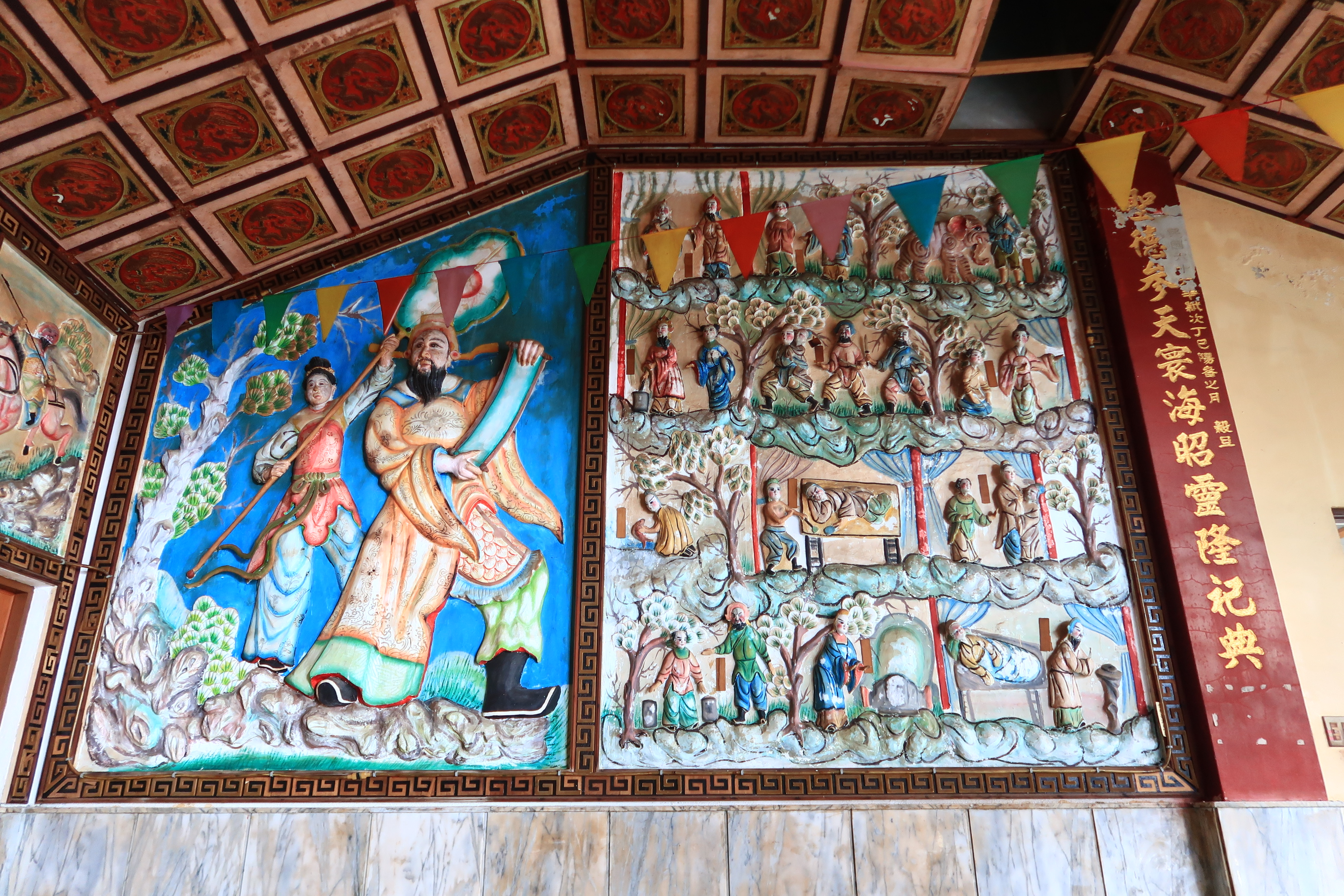
赤馬赤樊桃殿的泥塑浮雕

## 相關
- 石膏像
- 陶器
- 瓷器
- 景德鎮
- 吴川